# Josipa Križanović
Josipa Križanović (Subotica, 1963.) je slikarica iz Subotice. Rodom je bačka Hrvatica. 

## Životopis
Rođena 1963. godine u Subotici (R. Srbija). Od djetinjstva pokazuje sklonost prema slikarstvu. Posljednjih desetak godine slika vrlo aktivno.
Sudionica likovnih kolonija u župi Presvetog Trojstva u Somboru, gdje redovito sudjeluje, Danima hrvatske kulture u Usori, Likovne kolonije Colorit Likovna kolonija «Slatinske slike 2008 «, Likovne kolonije Breške, Likovna kolonija Gradačac i dr.

## Nagrade
- Druga nagrada Svetosavskog likovnog salona u galeriji „Art“ u Vučju 2014. godine.[9]

## Vanjske poveznice
- Akademija ART: Josipa Križanović  Arhivirana inačica izvorne stranice od 5. ožujka 2016. (Wayback Machine)